# Reporter Fantasma
Il Reporter Fantasma (Phantom Reporter), il cui vero nome è Richard "Dick" Jones, è un personaggio dei fumetti creato da Mike Robard (testi) e Sam Cooper (disegni), pubblicato dalla Timely Comics (in seguito Marvel Comics). La sua prima apparizione avviene in Daring Mystery Comics (vol. 1) n. 3 (aprile 1940).
Giornalista investigativo che combatte il crimine grazie alle sue straordinarie capacità atletiche ed investigative, il Reporter Fantasma riceve in eredità i poteri di Maschera di fuoco in seguito alla morte di quest'ultimo.

## Storia editoriale
Il Reporter Fantasma è esordito nel periodo definito "Golden Age dei fumetti" su Daring Mystery Comics n. 3, datato aprile 1940, in una storia scritta da Mike Robard e disegnata da Sam Cooper, per poi scomparire da qualsiasi pubblicazione fino al 2008, quando diviene uno dei personaggi principali della serie The Twelve di J. Michael Straczynski e Chris Weston, dove viene risvegliato nel presente dopo 63 anni di ibernazione insieme ad altri 11 eroi dell'epoca della seconda guerra mondiale.
Nel 2009 il personaggio è protagonista di Daring Mystery Comics 70th Anniversary Special, in cui le sue origini vengono rivisitate tramite ret-con.

## Biografia del personaggio

### Primi anni
Nato nei primi anni dieci a New York, Dick Jones viene cresciuto dalla madre e dal ricco patrigno idolatrandola figura del padre, un eroe di guerra deceduto nella prima guerra mondiale. Durante il college, Dick diviene un campione di football americano, boxe, wrestling e scherma ma, una volta laureatosi decide di realizzare il suo sogno di diventare un giornalista venendo assunto dalla redazione di un quotidiano locale nel 1939 ed iniziando a ricoprire i casi di cronaca.
Nel 1940, stanco di assistere al dilagare del crimine nella città ed ispirato dalla comparsa di Maschera di fuoco, Dick diviene un vigilante ed assume l'identità del "Reporter Fantasma" contribuendo a smascherare un giro di corruzione nel dipartimento di polizia, i complotti di un magnate dell'industria farmaceutica e diverse spie naziste. Con gli anni, per infiltrarsi più facilmente in ambienti di crimine e corruzione, il giornalista si crea una terza identità fittizia: il miliardario Van Engen.

### Twelve
Durante la seconda guerra mondiale il Reporter Fantasma si reca in Europa in qualità di corrispondente di guerra, prendendo parte al conflitto assieme a diversi altri supereroi e facendo la conoscenza di Capitan America. Il 25 aprile 1945, nel corso della Battaglia di Berlino, Il Reporter Fantasma combatte al fianco di Blue Blade, Capitan Wonder, Dynamic Man, Electro, Maschera di fuoco, l'Uomo che ride, Master Mind Excello, Mister E, la Vedova Nera, Rockman e il Testimone, finendo tuttavia per essere intrappolato e messo in ibernazione assieme a tutti loro in un bunker nazista che rimane però sepolto dal crollo del palazzo sovrastante a causa di un bombardamento, cosa che, assieme all'esecuzione dei gerarchi nazisti a conoscenza della sua ubicazione, fa sì che i membri del gruppo di eroi vengano dati per dispersi.
Dopo 63 anni, durante dei lavori edili, il bunker viene scoperto e "I dodici", Dick incluso, risvegliati e riportati in patria, dove accettano di lavorare per un'imprecisata agenzia governativa. Nonostante inizialmente fatichi ad adattarsi alla vita nel XXI secolo, Dick accetta di occuparsi di una colonna del Daily Bugle, si innamora di Claire Voyant (la Vedova Nera), di cui scopre le origini, e smaschera Dynamic Man come responsabile di una serie di omicidi a sfondo omofobo dando luogo a uno scontro nel corso del quale l'uomo artificiale uccide Maschera di fuoco che, tuttavia, trasmette tutti i suoi poteri al Reporter Fantasma, permettendogli dunque di sconfiggere ed uccidere Dynamic Man.
Successivamente Dick va a convivere con Claire divenendo un'agente operativa della Exc Enterprises e, qualche tempo dopo, rilascia un'intervista sulla sua vita al Daily Bugle.

## Poteri e abilità
Il Reporter Fantasma è un abile investigatore ed un esperto di combattimento corpo a corpo dotato di straordinarie doti atletiche nonché di grande destrezza sia nell'uso delle armi bianche che da fuoco. Dopo aver ricevuto in eredità i poteri di Maschera di fuoco ha inoltre acquisito una forza sovrumana, il super-soffio, la capacità di saltare distanza enormi e la pirocinesi.